# Igor Miguel Castro da Rocha
Igor Miguel Castro da Rocha (Vila Nova de Gaia, 23 de Maio de 1984) é um futebolista português, que joga habitualmente a médio.
Formado no Boavista, actuou já também na Associação Naval 1.º de Maio. Em Junho de 2009 foi anunciada a sua contratação pelo Trofense.